# Lebiedzin (powiat augustowski)
Lebiedzin – wieś w Polsce położona w województwie podlaskim, w powiecie augustowskim, w gminie Sztabin.
Wieś duchowna położona była w końcu XVIII wieku w powiecie grodzieńskim województwa trockiego. W latach 1975–1998 miejscowość należała administracyjnie do województwa suwalskiego.